# Talha (imposto)
A talha (taille em francês) foi um imposto francês direto, sendo um dos mais importantes entre o período do século XV e a Revolução Francesa. Também foi o imposto mais rentável para a França na época. O nome, talha, faz referência ao entalhe que era feito em uma madeira quando o tributo era cobrado. Em algumas regiões, a talha era conhecida como quota. Há registros de que a talha teve início de forma arbitrária no começo da Idade Média, entretanto, só foi regulamentada séculos depois, por Carlos VII durante a Guerra dos Cem Anos (1337-1453), e se tornou um imposto obrigatório e anual. A arrecadação da talha era utilizada na manutenção do exército. Após quase sete séculos, a cobrança da talha foi abolida em 1791.

## A Talha

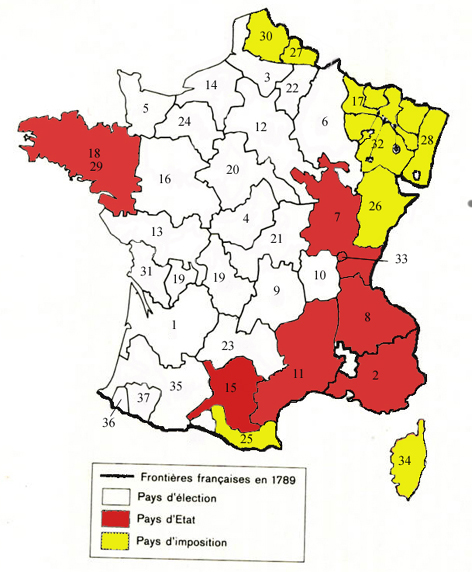
Généralités na França em 1789, indicando os Países de estado e os Países de Eleição.

Existiam dois tipos de talha: a talha real, onde a cobrança era feita sobre a terra, e a talha pessoal, onde a cobrança era feita sobre os indivíduos. Isso dependia das províncias onde a talha era cobrada.  Na maior parte dos casos, o imposto caia, especialmente, sobre os camponeses, já que a nobreza e o clero eram isentos de pagá-lo. O fato de apenas o “terceiro estado” ter de pagar a talha reforçava a ideia de divisão dos três estados.

### Talha real
A talha real, cobrada em cerca de 1⁄4 da França, majoritariamente no sul, nos chamados Países de Estado, incidia sobre as terras. O cálculo do valor a ser pago era feito com base em um cadastro, que separava as terras em três categorias de acordo com a fertilidade delas. Esse cadastro era fixo, visível e renovado a cada 30 anos. Se o contribuinte se sentisse lesado com a quantia a pagar, tinha direito a recorrer e exigir a reavaliação desse valor.
Algumas propriedades eram denominadas como nobres e estavam isentas do pagamento, independentemente do status do dono. O contrário também ocorria: nobres donos de propriedades consideradas comuns pagavam a talha. Ainda assim, alguns indivíduos procuravam formas de não pagar a talha. Por exemplo, como os coletores não tinham o direito de consultar registros legais com informações sobre quanta terra um indivíduo realmente possuía, muitos alegavam não ser donos de suas terras para se esquivar do imposto. De maneira geral, a talha real possuía carga tributária menor que a talha pessoal, sendo os Países de Estado contribuintes de apenas 1/6 da soma total arrecadada por essa tributação.

### Talha pessoal
A talha pessoal, cobrada na maior parte do território francês, nos ditos Países de Eleição, recaía sobre a renda dos indivíduos. A taxação era feita de acordo com a estimativa da riqueza de cada pessoa, com base no total a ser pago pela paróquia. Ninguém sabia previamente o valor que pagaria, já que esse era definido arbitrariamente pelo coletor.
Uma das consequências da cobrança arbitrária da talha nos Países de Eleição foi evasão das áreas rurais. Muitos camponeses se mudavam para zonas urbanas, onde a cobrança do imposto era mais leve, além de haver algumas formas de se evitar pagá-lo.

## Coleta

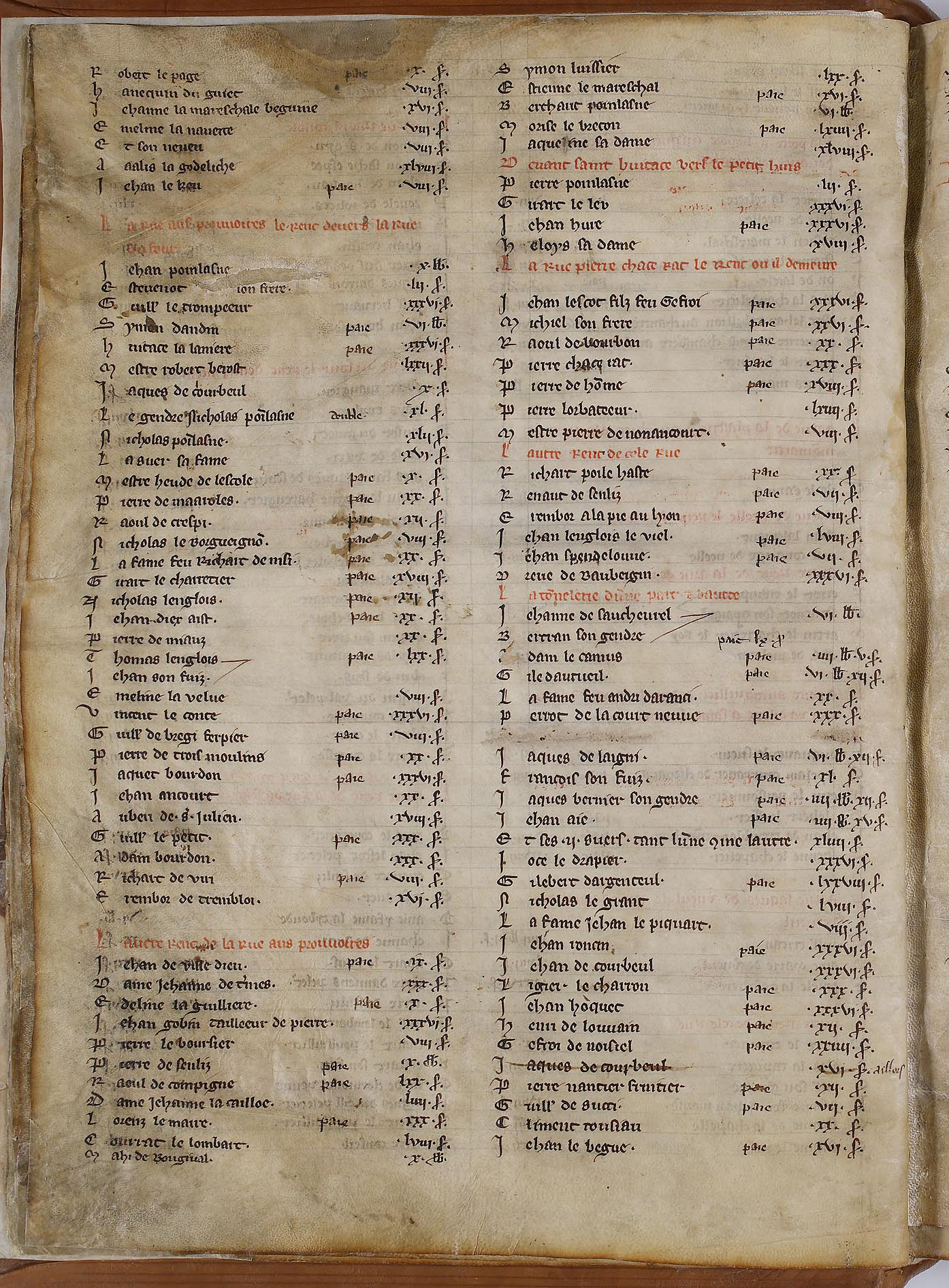
Rôle de la taille em Paris, 1296-1300.

A cobrança da talha perdurou do século XI ao século XVIII, portanto, o método de coleta foi alterado ao longo do tempo. Ainda sob o domínio de talha talha senhorial, na Idade Média, a coleta era definida localmente, a cobrança não era anual e variava de acordo com a vontade do senhor, assim como o valor a ser pago, que também era definido por ele. Após a coleta, um entalhe era feito em uma madeira e foi dessa prática que a taxação herdou o nome. Depois da regulamentação, em 1439, a forma de coleta que se tem registro, apesar de não ser possível precisar o período, consistia em a coroa definir o montante total a ser arrecadado com a talha na primavera europeia, entre março e julho. Então, dois brevet de la taille eram enviados para o intendente de cada generalité: um contendo o valor total e outro com despesas locais. Ao intendente cabia a tarefa de dividir o valor entre as eleições. Depois de receber os dois brevet, o intendente entrava em contato com os eleitos, que tinham a tarefa de reportar ao governo central se cada eleição tinha condições pagar o valor determinado. A resposta da coroa chegava durante o outono, entre setembro e dezembro, através de dois documentos: o comission, contendo o valor final a ser pago por cada eleição e o mandaments, com o valor a ser pago por cada paróquia.
Cada paróquia tinha entre 2 e 7 coletores, sendo esses camponeses escolhidos aleatoriamente a cada ano. Essa rotatividade no cargo do coletor era justamente o que fazia a cobrança ser imprevisível, principalmente nos Países de Eleição, já que, como era o coletor quem definia quanto cada indivíduo ia pagar, ele poderia beneficiar parentes e amigos, ou simplesmente estipular um valor abaixo ou acima da capacidade de pagamento de cada um. Para tentar evitar essas variações, os eleitos supervisionavam anualmente o rôle de la taille e os intendentes mantinham uma lista separada, chamada taxe d'office, que tinha como função repartir o valor do tributo entre os chamados coqs du village, pessoas que, por algum motivo, poderiam inibir o coletor de estipular o real valor de sua riqueza. Os coletores recebiam um pequeno valor pelos serviços prestados com a coleta, mas também estavam sujeitos a responder por processos legais se enviassem à coroa um valor menor do que o requisitado.

## Isenção
Além do clero e da nobreza, entre os grupos que eram isentos de pagar a talha, estavam: servidores da corte-real, cortesãos, oficiais militares, magistrados, professores, doutores, administradores e funcionários de estado, além de outros grupos e corporações que conseguiam a isenção do pagamento como recompensa por serviços prestados à monarquia. Havia também, por parte do rei, a prática da venda de títulos de isenção. Os cidadãos que não eram isentos de pagar a talha eram intitulados talháveis.
Apesar da divisão da talha real e da talha pessoal entre os Países de Estado e os Países de Eleição, muitas cidades, como Paris, Lyon e Marseilha, estavam isentas de pagar ambas as formas da talha. Os habitantes dessas cidades isentas permaneciam imunes à cobranças da talha mesmo em suas propriedades localizadas em áreas que não possuíam esse mesmo privilégio.
Na contramão dessas cidades isentas estavam as cidades que, além de pagar a talha, pagavam o acessório da talha, como no caso das cidades fronteiriças, que pagavam Vivres e Étapes, acessório cobrado em cidades situadas na rota do exército. A coleta desse suplemento chegava a ter mesmo peso que a cobrança da talha em tempos de conflitos bélicos.

## Acessórios da Talha
Ao longo dos séculos, muitos impostos foram sendo acumulados à talha. A esses impostos adicionais convencionou-se chamar de “acessórios da talha”. Havia dois tipos de acessórios: aqueles institucionalizados, criados pela coroa e aqueles criados localmente. No brevet de la taille estava distinguido qual era o valor a ser pago pela talha, qual era o valor pelos acessórios, assim como qual desses acessórios estava sendo cobrado pelo poder real e quais eram locais.
Entre esses acessórios, estão:
- Taillon: era arrecadado para pagar por algumas unidades do exército.[23]
- Ustencile: ajudava a pagar por alojamentos de inverno do exército.[23]
- Vivres e Étapes: cobrado em cidades fronteiriças, situadas nas rotas do exército.[23]
- Deux sols pour livre du principal (1705).[22]
- Solde des maréchaussées (1720).[22]
- Brevet militaire: para alojamentos de inverno, comboios militares e forragens.[22]
- Trois deniers pour livre: para hospitais.[22]
- Deux deniers pour livre: para os oficiais das eleições.[22]

Nem todos esses acessórios eram cobrados anualmente. Alguns deles eram esporádicos, cobrados apenas localmente e eram usados na reconstrução de pontes, manutenção de hospitais, entre outros.

## História

### Século XI – Século XIII
Os primeiros registros que se tem da talha datam do século XI. Não se sabe ao certo se a talha surgiu no século XI, ou se esse nome se atrelou a um imposto que existia anteriormente. Na época, o tributo era chamado de talha senhorial e o valor a ser cobrado era completamente arbitrário, ficando assim os camponeses à mercê da boa vontade do senhor. No final do século XIII, a prática da compra de contratos onde o senhor concordava em cobrar uma quantia fixa estava amplamente difundida entre os camponeses.

### Século XV
Assim, a talha senhorial ficou sendo pactuada entre camponeses e senhores até 1439, quando, durante a Guerra dos Cem Anos (1337 - 1453), foi regulamentada por Carlos VII, se tornou um imposto obrigatório, anual, difundido por todo território francês e se desenvolveu, então, na talha que seria cobrada durante toda Idade Moderna. Em 1440, Carlos VII começou a aumentar o valor cobrado pelo tributo sem o consentimento da Assembleia dos Estados Gerais. Da regulamentação, em 1429, até o fim do reinado de Carlos VII, em 1461, a arrecadação da talha variou de 1.2 à 1.8 milhões de libras. Chegou à 3 milhões de libras sob o comando de Luis XI, mas decaiu à 2.1 milhões de libras em 1498, no final do reinado de Carlos VIII.

### Século XVI
No início do século XVI, o decréscimo da talha continuou a acontecer, chegando à arrecadação anual de 1.2 milhões de libras em 1507 e 1512. Voltou a subir ainda na primeira metade do século, atingindo 5.3 milhões de libras em 1547, sob o domínio de Francisco I. Em menos de meio século, esse valor quase quintuplicou, chegando a alcançar 31 milhões de libras em 1578. Perto do fim das Guerras Religiosas Francesas (1562 - 1598), uma série de motins tomou conta da França. Entre outras coisas, os camponeses, que se intitulavam “Tard Avises”, exigiam um decrescimento no valor cobrado pela talha. Essa série de motins ficou conhecida como “Revolta dos Croquants” (1594 - 1595).
Entre novembro de 1596 e janeiro de 1597, Henrique IV participou da Assembleia dos Notáveis, onde se recomendou uma redução da talha. Em agosto de 1598, ele enviou comissários em cada uma das províncias para identificar e relatar os problemas fiscais. As recomendações dadas pelos comissários foram as mesmas da Assembleia dos Notáveis: reduzir o valor da talha. Com base nessas recomendações, em março de 1600, o reglements des tailles foi publicado. A partir de então, a cobrança da talha passou a diminuir, chegando a uma redução de 12%.

### Século XVII
Em janeiro de 1634, um novo código para talha foi publicado, invalidando assim o reglements des tailles de 1600. Ainda em 1634, com a entrada ativa da França na Guerra dos Trinta Anos (1618 - 1648), o valor da talha passou a subir novamente. Durante as Guerras Fronda (1648-1653), a talha se manteve estável graças ao aumento dos impostos indiretos. E estável se manteve até 1690, quando voltou a crescer. Esse crescimento foi agravado com a chegada da Guerra da Sucessão Espanhola (1701 -1714), atingindo 41 milhões de libras em 1701.

### Século XVIII
Sob a regência de Luis XVI, a arrecadação da talha chegou, em 1789, a 91 milhões de libras. A abolição da talha se deu em 1791, quando foi aprovada na Assembleia Nacional Constituinte uma lei que substituía a talha pela contribution foncière.